# Naima Sebe
Naima Sebe (* 14. August 1992 in Berlin) ist eine deutsche Schauspielerin.

## Werdegang
Naima Sebe stand im Theater bei Jocasta Rising – Carol Michele Kaplan – Artscape, Performance at the Opening of Parliament und The Fishermen’s Birthday auf der Bühne. 2007 gab sie ihr Kinodebüt in Die drei ??? – Das Geheimnis der Geisterinsel als „Chris“.

## Filmografie
- 2007: Die drei ??? – Das Geheimnis der Geisterinsel
- 2013: Weit hinter dem Horizont (Fernsehfilm)
- 2015: Einfach Rosa: Wolken über Kapstadt (Fernsehfilm)
- 2017: Aufbruch ins Ungewisse
- 2018: 6-Headed Shark Attack